# Olimpiadi degli scacchi del 1954
Le Olimpiadi degli scacchi del 1954 furono l'undicesima edizione della competizione organizzata dalla FIDE. Si tennero tra il 4 e il 25 settembre ad Amsterdam, e prevedevano un solo torneo open.

## Torneo
Parteciparono 149 giocatori di 26 nazioni; altri quattro paesi, sebbene iscritti, non parteciparono. I maggiori assenti erano gli Stati Uniti, non iscrittisi a causa di problemi finanziari, mentre i campioni in carica dell'Unione Sovietica ebbero come prima scacchiera il neo-campione del mondo Michail Botvinnik, alla sua prima partecipazione olimpica.

### Prima fase
Le squadre vennero divise in quattro gironi; le prime tre di ogni gruppo si qualificarono per la finale vera e propria, mentre le rimanenti dovettero accontentarsi della finale "B".
Nel primo gruppo, l'Unione Sovietica si classificò facilmente al primo posto, vincendo tutte le partite eccetto un pareggio con i Paesi Bassi, che arrivò seconda, mentre l'Islanda si qualificò battendo l'Austria 3-1 nello scontro diretto. Nel gruppo due Argentina, Bulgaria e Cecoslovacchia passarono facilmente pareggiando l'una con l'altra.
Nel terzo gruppo, la Jugoslavia, nonostante la sconfitta con la Saar, batté le nazioni scandinave e si qualificò dietro a Israele. Nell'ultimo girone a contendersi la terza posizione furono la Colombia, la Svizzera e l'Inghilterra; quest'ultima riuscì infine a guadagnare la finale.
Nella tabella seguente, ogni colonna rappresenta un girone, e le qualificate alla finale sono evidenziate in grassetto.
- Austria
- Finlandia
- Grecia

-  Islanda
-  Paesi Bassi
-  Unione Sovietica

-  Argentina
-  Bulgaria

- Canada

-  Cecoslovacchia

- Irlanda
- Italia

- Danimarca
- Francia

-  Israele

- Norvegia
- Saar

-  Svezia
-  Jugoslavia

- Belgio
- Colombia

-  Germania Ovest
-  Inghilterra

- Lussemburgo
- Svizzera

-  Ungheria

### Seconda fase
L'Unione Sovietica fu dominante nella seconda fase, vincendo tutte le partite ad eccezione di quella con Israele, con cui pareggiarono. La lotta per le altre medaglie si concentrò tra la Germania Ovest, l'Ungheria, la Cecoslovacchia e l'Argentina la Jugoslavia; queste ultime due si portarono prima dell'ultimo turno a pari merito al secondo posto: la Jugoslavia pareggiò con la Cecoslovacchia, mentre l'Argentina riuscì a vincere 2,5-1,5 contro la Germania, guadagnando così la seconda posizione.
Anche tra le medaglie individuali dominarono i sovietici, che vinsero tre ori, un argento e un bronzo. In particolare, nella quarta scacchiera, Paul Keres riuscì ad ottenere 13,5 punti su 14 partite giocate, pareggiando solamente la prima partita della fase finale con lo svedese Nilsson.

### Risultati assoluti
| Pos.     | Squadra          | Scacchiere           | Scacchiere           | Scacchiere            | Scacchiere           | Scacchiere          | Scacchiere                 | Punti    |
| Pos.     | Squadra          | Prima                | Seconda              | Terza                 | Quarta               | Quinta (1ª riserva) | Sesta (2ª riserva)         | Punti    |
| Finale A | Finale A         | Finale A             | Finale A             | Finale A              | Finale A             | Finale A            | Finale A                   | Finale A |
| -------- | ---------------- | -------------------- | -------------------- | --------------------- | -------------------- | ------------------- | -------------------------- | -------- |
|          | Unione Sovietica | GM Michail Botvinnik | GM Vasilij Smyslov   | GM David Bronštejn    | GM Paul Keres        | GM Juchym Heller    | GM Aleksandr Kotov         | 34       |
|          | Argentina        | GM Miguel Najdorf    | MI Julio Bolbochán   | MI Oscar Panno        | MI Carlos Guimard    | MI Héctor Rossetto  | GM Herman Pilnik           | 27       |
|          | Jugoslavia       | GM Vasia Pirc        | GM Svetozar Gligorić | GM Petar Trifunović   | MI Barslav Rabar     | MI Andrija Fuderer  | MI Aleksandar Matanović    | 26,5     |
| 4        | Cecoslovacchia   | GM Luděk Pachman     | MI Miroslav Filip    | MI František Zíta     | MI Jaroslav Šajtar   | Jiří Fichtl         | Maximilián Ujtelky         | 24,5     |
| 5        | Germania Ovest   | GM Wolfgang Unzicker | MI Lothar Schmidt    | Gerhard Pfeiffer      | MI Ludwig Rellstab   | Klaus Darga         | Erich Joppen               | 23,5     |
| 6        | Ungheria         | GM László Szabó      | MI Gyula Kruger      | GM Gedeon Barcza      | Béla Sándor          | MI Ernő Gereben     |                            | 23       |
| 7        | Israele          | MI Yosef Porath      | MI Moshe Czerniak    | Menachem Oren         | Izak Aloni           | I. Kniazer          |                            | 22       |
| 8        | Paesi Bassi      | GM Max Euwe          | MI Jan Donner        | MI Nicolaas Cortlever | MI Lodewijk Prins    | MI Haije Kramer     | MI Theodore Van Scheltinga | 21       |
| Finale B |                  |                      |                      |                       |                      |                     |                            |          |
| 13       | Svizzera         | Josef Kupper         | MI Maximilian Blau   | Erwin Nievergelt      | Edwin Bhend          | Otto Zimmermann     | Edgar Walther              | 37       |
| 14       | Canada           | MI Daniel Janofsky   | MI Frank Anderson    | MI Paul Valtonis      | MI Fedor Bohatirchuk | Maurice Fox         | Nathan Divinsky            | 36       |
| 15       | Austria          | Karl Robatsch        | MI Alfred Beni       | Alexander Premeshuber | MI Josef Lovkenc     | Zoltan Kovács       |                            | 36       |

### Risultati individuali
Furono assegnate medaglie ai giocatori di ogni scacchiera con le tre migliori percentuali di punti per partita.
|                                | Giocatore | Punti            | Partite          | %                |
| Prima scacchiera               | Prima scacchiera | Prima scacchiera | Prima scacchiera | Prima scacchiera |
| ------------------------------ | --- | ---------------- | ---------------- | ---------------- |
|                                | [[File: Flag of the Soviet Union (1936 – 1955).svg\|class=noviewer\| Unione Sovietica (bandiera)\|border\|20x16px]] Mikhail Botvinnik | 8,5              | 11               | 77,3             |
|                                | Josef Kupper | 10               | 14               | 71,4             |
|                                | Bent Larsen | 13,5             | 19               | 71,1             |
| Seconda scacchiera             | |                  |                  |                  |
|                                | Frank Anderson | 14               | 17               | 82,4             |
|                                | Julio Bolbochán | 11,5             | 15               | 76,7             |
|                                | [[File: Flag of the Soviet Union (1936 – 1955).svg\|class=noviewer\| Unione Sovietica (bandiera)\|border\|20x16px]] Vasilij Smyslov   | 9                | 12               | 75,0             |
| Terza scacchiera               | |                  |                  |                  |
|                                | Gedeon Barcza | 12,5             | 16               | 78,1             |
|                                | [[File: Flag of the Soviet Union (1936 – 1955).svg\|class=noviewer\| Unione Sovietica (bandiera)\|border\|20x16px]] David Bronštejn   | 10,5             | 14               | 75,0             |
|                                | Palle Nielsen | 11,5             | 16               | 71,9             |
| Quarta scacchiera              | |                  |                  |                  |
|                                | [[File: Flag of the Soviet Union (1936 – 1955).svg\|class=noviewer\| Unione Sovietica (bandiera)\|border\|20x16px]] Paul Keres        | 13,5             | 14               | 96,4             |
|                                | Edwin Bhend | 10               | 13               | 76,9             |
|                                | Francesco Scafarelli | 12,5             | 17               | 73,5             |
| Quinta scacchiera (1ª riserva) | |                  |                  |                  |
|                                | [[File: Flag of the Soviet Union (1936 – 1955).svg\|class=noviewer\| Unione Sovietica (bandiera)\|border\|20x16px]] Juchym Heller     | 5                | 7                | 71,4             |
|                                | Andrija Fuderer | 8,5              | 12               | 70,8             |
|                                | Zoltan Kovác | 9                | 13               | 69,2             |
| Sesta scacchiera (2ª riserva)  | |                  |                  |                  |
|                                | Sylvain Burstein | 8,5              | 11               | 77,3             |
|                                | Edgar Walther | 9,5              | 13               | 73,1             |
|                                | Aleksandar Matanović | 6,5              | 9                | 72,2             |

#### Medaglie individuali per nazione
| Nazione          |   |   |   | Totali |
| ---------------- | - | - | - | ------ |
| Unione Sovietica | 3 | 1 | 1 | 5      |
| Canada           | 1 | 0 | 0 | 1      |
| Ungheria         | 1 | 0 | 0 | 1      |
| Francia          | 1 | 0 | 0 | 1      |
| Svizzera         | 0 | 3 | 0 | 3      |
| Jugoslavia       | 0 | 1 | 1 | 2      |
| Argentina        | 0 | 1 | 0 | 1      |
| Danimarca        | 0 | 0 | 2 | 2      |
| Italia           | 0 | 0 | 1 | 1      |
| Austria          | 0 | 0 | 1 | 1      |